# Де Сен-Пьер, Вефа
Вефа де Сен-Пьер (фр. Vefa de Saint-Pierre, 4 мая 1872, Плегьен — 1967, Сен-Бриё), урождённая Женевьева де Меэренк де Сен-Пьер (фр. Geneviève de Méhérenc de Saint-Pierre), она же Бруг ар Менез Дю (Brug ar Menez Du, бардовское имя) — бретонская писательница, исследователь и репортёр.
Она была дочерью графа Анри де Меэренса де Сен-Пьер и Марии Эспивант де ла Вильбуане, «чистой наследницы бретонского дворянства», родившейся в замке в Кот-д’Армор. Монахиня, репортёр, писательница, автор стихов и молодёжной фантастики, де Сен-Пьер была путешественницей и охотником, путешествующей по Северной и Южной Америке и Австралии, и с энтузиазмом писала о своих приключениях.

## Биография
Решив в молодости отказаться от брака, Вефа (сокращение от Женевьева) вместо этого предпочла следовать единственному варианту, доступному незамужней молодой женщине её времени: религии. Она присоединилась к монастырю, связанному с облатами Святого Франциска Сальского в Бретани, расположенному на северо-западе Франции, и оставалась монахиней в течение 15 лет. Именно в этом религиозном качестве во время одной или двух миссий в Эквадор она приобрела вкус к путешествиям и приключениям.
В 1905 году де Сен-Пьер оставила монастырскую жизнь, так и не дав последней клятвы. Чтобы удовлетворить свою потребность в путешествиях, она оставила Бретань и в одиночестве уехала в Северную Америку — Соединённые Штаты и Канаду, — где возобновила свою страсть к охоте (как сообщается, она получила свой первый дробовик на свой десятый день рождения). Вскоре её подвиги стали легендой; она убила кабана, а также напавшего на неё лося и медведей гризли, и других животных. Именно в этой поездке она познакомилась с другими людьми из региона Бретань во Франции, которые поселились в Канаде. Когда де Сен-Пьер путешествовала по миру, она, как известно, исследовала Кито, Эквадор, в 1899 году и отправилась в Сидней в Австралии в 1928 году.
В 1910 году в возрасте 38 лет она вышла замуж за Жозефа-Мари Потирон де Буафлёри, но брак распался, продлившись всего три месяца.
Во Франции де Сен-Пьер также известна тем, что владела поместьем Менез Камм с 1908 года, когда она его приобрела. Там с 1970 по 1976 год она спонсировала различные бретонские движения, как католические, так и коммунистические. Решительный пропагандист бретонского языка (имеющего кельтское происхождение), она сказала: «Двуязычие — огромное преимущество! Детей нужно учить бретонскому, и тогда они выучат английский за три или четыре месяца». Известно, что она переводила произведения с бретонского языка на французский с целью повышения осведомлённости населения о своём региональном языке и культуре. Известно, что Вефа была близким другом философа Яна Фуэра.
В 1930 году она была принята в общину в Бретани, известную как Гурсез Врейж, в качестве барда под новым именем Бруг ар Менез Дю (Вереск Чёрных гор).
В 1949 году она первой во Франции использовала двуязычное нотариально заверенное соглашение, написанное на французском и бретонском языках.
После смерти де Сен-Пьер в 1967 году культурный центр Менез Камм процветал в течение нескольких лет, но, несмотря на всю самоотверженность и тяжёлую работу по сохранению поместья открытым как место, где можно жить и учиться бретонским обычаям, финансовые трудности усиливались, и в октябре 1976 года центр был закрыт. Затем имущество было возвращено семье Сен-Пьер, и с 2018 года поместье и его земля превратились в ферму.

## Избранные публикации
Работы де Сен-Пьер написаны в основном на французском и бретонском языках.
- Les Émeraudes de l'Inca, фантастика в соавторстве с Fernand de Saint-Pierre, Paris, Les Gémeaux, 1923
- Iverzon gwelet gant eur Vretonez, репортаж на Евхаристическом конгрессе в Дублине (1932)[англ.], Moulerez Thomas, Guingamp, 1933
- Несколько стихотворений в бретонских периодических изданиях.
- Много писем из её путешествий[4].